# Sophie Francis
Sophie Francis (all'anagrafe Sophie Bongers; 's-Hertogenbosch, 2 dicembre 1998) è una disc jockey, musicista e produttrice discografica olandese che, in virtù di nazionalità, genere musicale e precocità sulla scena, è indicata come la versione femminile di Martin Garrix.

## Biografia

### Primi anni (1998-2014)
Sophie è nata il 2 Dicembre 1998 a 's-Hertogenbosch, Paesi Bassi, ma ha vissuto buona parte della sua infanzia a St Francis Bay, Sudafrica, per poi stabilirsi nuovamente nei Paesi Bassi, a Sint-Oedenrode, con i suoi genitori. Sin da bambina è interessata alla musica. All'età di 9 anni ha iniziato a suonare il piano e a cantare sulle basi di canzoni conosciute.
A 14 anni, durante un progetto scolastico il cui obbiettivo era sviluppare una capacità nel corso di 9 mesi, fu naturale dover fare qualcosa in cui la musica fosse di ispirazione, unitamente alla sua voglia di volere fare qualcosa che potesse coinvolgere un pubblico. Facendo una ricerca, trovò un video di un dj in grado di stabilire una notevole connessione con il suo pubblico, e Sophie rimase impressionata da come una sola persona potesse trasferire tutta quella energia ad una folla così numerosa. Ne restò così' colpita al punto da volerlo fare lei stessa per il suo progetto scolastico, iscrivendosi ad una scuola di musica ad Eindhoven, dove iniziò a prendere lezioni di mixaggio e djing. Durante questo corso, fece la conoscenza di professionisti e nuovi amici con alcune produzioni alle spalle, che notando il suo talento, la aiutarono a muovere i primi passi come dj nei locali della zona, dando così inizio alla sua carriera ben due anni prima del diploma, conseguito il 9 maggio 2017.

### Carriera musicale
La sua prima residency è stata presso un locale chiamato "Het pumpke", nella sua città, Sint-Oedenrode, quando era appena quindicenne. Da lì iniziò ad essere chiamata a suonare per vari eventi nei Paesi Bassi con il nome d'arte di "Sophie's Choice". 
Nell'estate 2015, periodo a cui risale la sua firma con l'agenzia Always Management ha avuto modo fare le sue prime esibizioni anche all'estero al BCM di Maiorca. 
Ad ottobre, a seguito di una disputa legale relativa al suo nome d'arte (dovette cambiarlo perché esisteva già un omonimo marchio registrato relativo al titolo di un film)  decise di adottare "Sophie Francis"  in onore di St Francis Bay, la città del Sud Africa dove trascorse parte della sua infanzia. Proprio a fine Novembre, fu invitata per un mini-tour in Sud Africa, dove si esibì sul palco principale al "The Ruins Festival" nella sua St. Francis Bay e al "The Coco Club" di Cape Town, oltre ad una apparizione sulla tv nazionale al programma "Expresso show".
Forte dell'esperienza fin lì accumulata, Sophie si sentì pronta per produrre musica in prima persona, e in quello stesso periodo John Christian annunciò la sua intenzione di creare una nuova etichetta discografica per supportare nuovi talenti.. Dopo avergli inviato alcune demo, Sophie catturò la sua attenzione e i due iniziarono a collaborare per produrre i suoi primi singoli sull'etichetta di Christian, la Freeway Recordings.

#### 2016
Su questa etichetta esce infatti il suo primo singolo, "Drop of a Dime" il 29 febbraio 2016 seguito da "Up in this", trovando il supporto di artisti già affermati come Ummet Ozcan e Quintino. 
Il suo terzo singolo, intitolato "Bad Boy" è uscito il 20 giugno e per ringraziare i suoi fan per il successo delle sue prime tre uscite decide di rilasciare una nuova traccia, "Annihilate", da scaricare gratuitamente dal portale Soundcloud, ricevendo oltre 2 milioni di plays sulla piattaforma. 
Durante l'estate si è esibita sul main-stage di vari festival nei Paesi Bassi e in Spagna, tra cui il "Paellas Universitarias"  a Valencia, davanti ad un pubblico di 35.000 persone. In parallelo è anche resident-dj presso il BCM di Maiorca, dove viene presentata come "La nuova scoperta dai Paesi Bassi", e dove ha la possibilità di suonare una volta a settimana per due mesi prima di ospiti di punta come Steve Aoki, Nervo, i fratelli Vinai e Martin Garrix, con cui ha suonato anche back-to-back. 
Il 23 settembre è uscita su Powerhouse Music la sua prima traccia cantata, "Walls". Entrata subito nelle playlist delle principali stazioni radio dei Paesi Bassi come Radio 538, SLAM! e NPO 3FM, ha raggiunto laTop 30 della classifica airplay olandese, è stata segnalata come "Dance smash" su 538 e ha ricevuto il 94% di approvazione dagli ascoltatori di quest'ultima nella rubrica 'Maak 't of kraak 't' (O la va o la spacca).
Ad ottobre ha partecipato al suo primo Amsterdam Dance Event, evento di rilevanza mondiale nel settore, suonando su un party-bus per le vie della città e in diversi locali, e come ospite al programma "Giel" su NPO 3FM. Risale al 9 novembre la sua prima esibizione radiofonica, invitata a suonare durante il programma "Bij Igmar" sul network SLAM!. Lo stesso mese rilascia il suo sesto singolo "Don't Stop" su Dirty Dutch Music. A dicembre si è invece esibita alla "Glazen Huis" di Breda, appuntamento annuale di beneficenza nel periodo natalizio.
Alla fine del 2016 Sophie Francis è un'artista ricercata ed è costretta a rifiutare o rinviare proposte per andare a suonare in Belgio, Francia, USA, India, Cina, Vietnam, Giappone ed Emiati Arabi, visto che parallelamente alle sue esibizioni è ancora una studentessa nell'anno scolastico della maturità. Da gennaio a dicembre riesce ugualmente a mantenere il giusto equilibrio tra impegni di studio e di lavoro, esibendosi oltre che nei Paesi Bassi, anche nel Regno Unito, Spagna, Turchia, Kosovo, Svizzera, Qatar, Germania, Irlanda, Norvegia e Italia.

#### 2017
Il 30 gennaio Sophie firma con Spinnin', la prestigiosa etichetta dance olandese, definendo l'accordo come un sogno diventato realtà. Esce quindi il 17 febbraio "Without You", suo sesto singolo e primo con la sua nuova label, e realizzato con i The Companions. La traccia è stata ben accolta dal pubblico, e ha ricevuto il supporto di artisti come Tiësto, Nicky Romero, Dimitri Vegas & Like Mike che l'hanno suonata nei loro radio-show settimanali trasmessi in diverse frequenze nel mondo.
Dopo essere stata nominata da Spotify tra i "Top 25 Most Influential Artists Under 25" accanto a nomi come i connazionali Martin Garrix e Oliver Heldens, tra gli altri, il 2 marzo si è esibita come ospite al programma "De Avondploeg" in onda su Radio 538. Marzo segna un altro traguardo nella sua carriera, con il suo inserimento nella programmazione degli artisti presenti allo "Spinnin' hotel", un intero hotel di South beach affittato dalla sua etichetta per l'intera durata dell'annuale "Miami Winter Music Conference", mentre il 25 ha suonato per la prima volta sul "Worldwide" stage dell'Ultra Music Festival di Miami, evento in grado di attirare in quell'anno 165.000 spettatori.
Il 27 aprile viene chiamata per suonare durante le celebrazioni per il "Giorno del Re" all'AFAS Stadion di Alkmaar, evento organizzato dalla radio "SLAM!" e indicato come "Koningsdag 2017". Meno di un mese dopo, esce il suo settimo singolo, ancora su Spinnin' Records, "Lovedrunk". Una traccia pop con influenze urban, prima annunciata come ID, e supportata da The Chainsmokers, Dimitri Vegas & Like Mike, R3hab e i VINAI tra gli altri. Lovedrunk ha raggiunto la posizione numero 17 sulla DMC Buzz Chart ben due settimane prima dell'uscita ufficiale ed è stato accompagnato da un video. Vine in seguito rilasciato anche un pacchetto di remixes firmati da Olly James, Carta e TV Noise. È inoltre stata ospite dell'episodio settimanale numero 211 delle Spinnin' Sessions, un programma mixato ogni volta da artisti diversi e trasmesso in live streaming.
Durante l'estate si è esibita in diversi festival nei Paesi Bassi e all'Amsterdam Arena durante la Glamour Health Challenge. A luglio raggiunge un altro palco molto importante: quello del Tomorrowland, dove suona in ben due occasioni: di venerdì sul palco "Spinnin' Sessions", e di domenica sul palco "The sound of tomorrow" dedicato alle giovani promesse.
In Agosto prende il volo per l'Oriente, dando il via al suo primo tour in Asia, facendo tappa in Myanmar, Thailandia, Indonesia, Giappone e Cina. Qui ci torna un mese dopo per suonare allo Storm Music Festival di Changsha e di Shanghai, prima di tornare nei Paesi Bassi per il suo secondo Amsterdam_Dance_Event ADE, dove ha in calendario 3 serate nell'arco della settimana di Amsterdam.
In ottobre prende il via il suo personale programma, "Beyond radio", trasmesso settimanalmente da stazioni radio di Belgio e Francia, e successivamente caricato sul suo canale YouTube. Ogni episodio, che dura circa un'ora, contiene mashups, anteprime, hit, novità e aggiornamenti sulla sua carriera.
Il 10 novembre esce il suo non singolo "Get over it", questa volta sull'etichetta del duo belga Dimitri Vegas & Like Mike "Smash the house", festeggiata con un release party alla Veltins arena di Gelsekirchen.
Il suo terzo tour in Asia inizia con un dj-set a bordo di una nave da crociera interamente riservata ad un festival viaggiante, chiamato "It's the ship", con imbarco da Singapore e in rotta per vari porti asiatici. Altre tappe del suo tour sono state a Shanghai, Ningbo, Giacarta, e Tokyo, dove ha anche festeggiato il suo diciannovesimo compleanno il 2 dicembre, prima di fare ritorno in Europa.
Il 2017 si conclude con due spettacoli nella sua seconda patria, il Sud Africa, suonando al "Soundscape", Città del Capo, il 30 dicembre, e al  "Secrets of Summer" per la notte di Capodanno.

#### 2018
Il suo decimo singolo esce il 26 gennaio: "Hearts of gold", di nuovo su Spinnin' Records, è cantato da Nicole Bus. Lo stesso giorno esce il suo remix della canzone di Sam Bruno "So what".
A fine febbraio ha suonato per evento di beneficenza organizzato da Rodekruis, la Croce Rossa Olandese, ad Eindhoven,  aiutando la onlus a raccogliere 24.000€ per i bambini di Haiti.
Il 9 marzo esce la tanto attesa versione cantata di "Get over it" con la voce di Laurell, suonata in anteprima al Tomorrowland e dopo 7 mesi finalmente viene rilasciata ufficialmente su "Smash the house".
Il mese di aprile la vede alla prese con il suo quarto tour in Asia, dove si è esibita in vari club e festival x in Vietnam, Birmania, Malesia, Cina (per il primo Electric Daisy Carnival Shanghai, oltre ad altri due club di altre città), Macao e Giappone.
A metà maggio il suo singolo "Hearts of gold" raggiunge la prima posizione nella classifica "51Chart" dell'emittente radiofonica spagnola Maxima fm e a fine mese partecipa al Maxima Corpus, evento organizzato dalla stessa emittente per un pubblico di 47.000 spettatori.
Il 29 giugno esce il suo dodicesimo singolo, "Stay up", ancora una volta su Spinnin'. Sonorità tipicamente estive e con una melodia molto catchy che spianano la strada ad una stagione molto intensa.
L'estate la vede infatti protagonista in Europa, dove partecipa a vari eventi all'aperto, così come nei club; Luglio segna il suo ritorno come resident al BCM di Maiorca e allo Starbeach in Cipro, alternando le performance in questi due club a dj set durante festival come "Tusev Tekbarv" in Slovenia, "Soundwehre", sulle Alpi del Trentino alto Adige, "Indian summer" nei Paesi Bassi, "Wonderland" in Belgio, due giornate al "Parookaville" in Germania," Le Gros weekend" in Francia.

## Discografia

### Singoli
- 2016: Drop Of A Dime [Freeway Recordings]
- 2016: Up In This [Freeway Recordings]
- 2016: Bad Boy [Freeway Recordings]
- 2016: Annihilate [Free download]
- 2016: Walls [Powerhouse Music]
- 2016: Don't Stop [Dirty Dutch Music]
- 2017: Without You (Spinnin' Records)
- 2017: Lovedrunk (Spinnin' Records)
- 2017: Get over it [Smash the House]
- 2018: Hearts Of Gold (Spinnin' Records)
- 2018: Get over it (feat. Laurell) [Smash the house]
- 2018: Stay up (Spinnin' Records)
- 2018: Weekend Love (Spinnin' Records)
- 2019: True Champion [Free download]
- 2019: Lose My Mind (Spinnin' Records)
- 2019: On My Way (Spinnin' Records)
- 2019: Six Pack [Future House Records]
- 2020: Roll Up [Heldeep Radio]
- 2020: A-Freak-A (Spinnin' Records)

### Remixes
- 2018: Sam Bruno - So What [Atlantic records]
- 2018: Mean Girls On Broadway - I'd Rather Be Me [Warner music group]

|        |                     | Posizione raggiunta | Posizione raggiunta | Posizione raggiunta | Posizione raggiunta | Posizione raggiunta |                  |
| Paese→ | NLD                 | NLD                 | BEL                 | BEL                 | SPA                 |                     |                  |
| ------ | ------------------- | ------------------- | ------------------- | ------------------- | ------------------- | ------------------- | ---------------- |
| Anno   | Titolo              | Singoli             | Tipparade           | FI                  | WA                  | Maxima 51Chart      | Beatport Top 20* |
| 2016   | Walls               | 20                  | 7                   | 17                  | —                   | —                   |                  |
| 2017   | Without you         | —                   | —                   | —                   | —                   | —                   | 19 (1)           |
| 2017   | Lovedrunk           |                     |                     |                     |                     | —                   | 12 (1)           |
| 2017   | Get over it         |                     |                     |                     |                     |                     | 12 (3)           |
| 2018   | Hearts of gold      | —                   | —                   | —                   | —                   | 1 (15)              | 1 (15)           |
| 2018   | Get over it (vocal) |                     |                     |                     |                     |                     | 14 (1)           |

La cifra tra parentesi indica le settimane di permanenza nella relativa classifica.
*Si intende la top 20 del genere in cui la canzone viene raggruppata.